# Pilosocereus vilaboensis
Pilosocereus vilaboensis är en kaktusväxtart som först beskrevs av Diers och Esteves, och fick sitt nu gällande namn av P.J. Braun och Esteves. Pilosocereus vilaboensis ingår i släktet Pilosocereus och familjen kaktusväxter. Inga underarter finns listade i Catalogue of Life.

## Bildgalleri

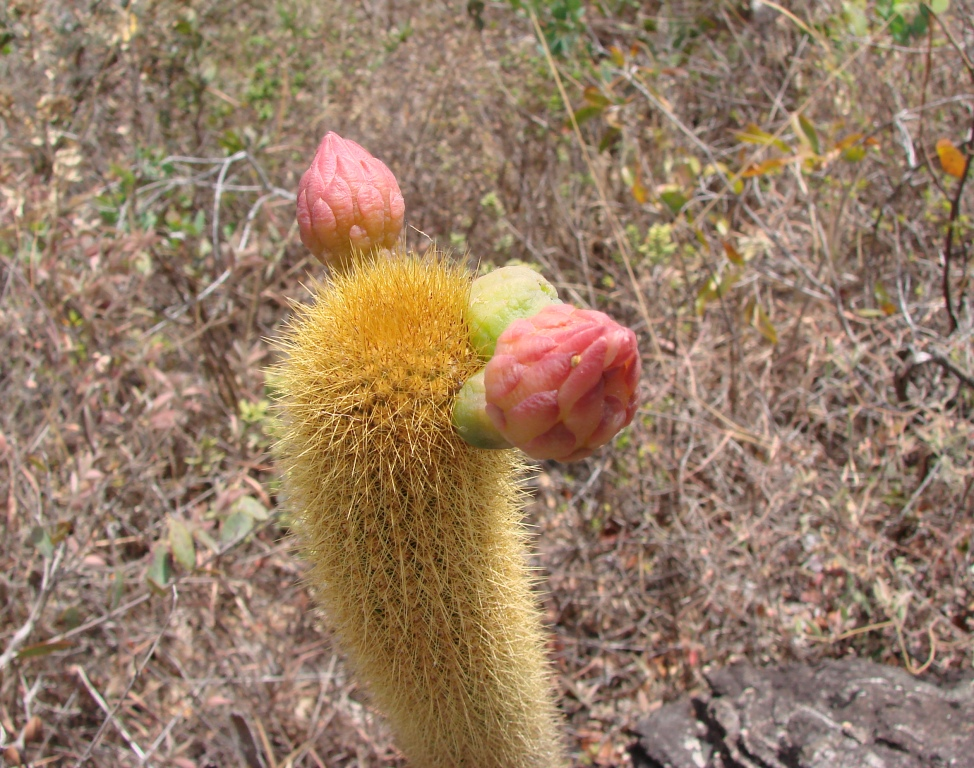
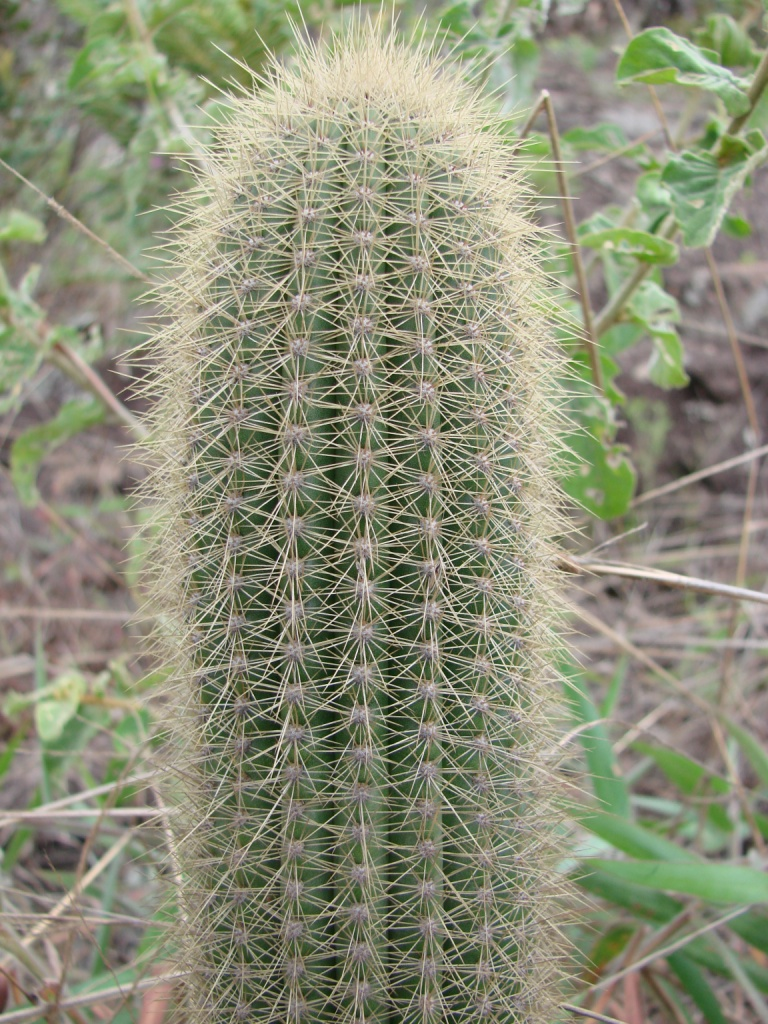